# 岡部和久
岡部 和久（おかべ かずひさ、1985年11月10日 - ）は、日本の元プロレスラー。

## 経歴
- 2005年1月9日、みちのくプロレスZepp Sendai大会の対新崎人生戦でデビュー。
- 1月10日、矢巾町民総合体育館で気仙沼二郎と対戦。
- 2月27日、後楽園ホールでタナカ・ジュンジと対戦。
- 3月5日、ウェルサンピア高知で景虎と対戦。
- 5月1日、新潟フェイズで119・小暮隊員と対戦。
- 5月2日、喜多方市小野瀬体育館で景虎と対戦。
- 5月3日、羽黒町民体育館で佐藤秀と対戦。
- 5月4日、平内町立体育館で景虎と対戦。
- 5月5日、仙台市泉海洋センターでガルーダ&景虎&119・小暮隊員組と対戦。
- 5月6日、河北町民体育館で景虎と対戦。
- 5月7日、陸前高田市民体育館でラッセ&119・小暮隊員組と対戦。
- 5月8日、能代市民体育館で新崎人生と対戦。
- 5月21日、鏡石町鳥見山体育館でラッセと対戦。
- 6月19日、首の怪我により引退。
- 2008年6月20日、みちのくプロレス旗揚げ15周年ノスタルジックツアー後楽園ホール大会で先輩で同じ山形県出身の井上治と共にセコンドとして参加。

## 得意技
ドロップキック

## テレビ出演
- 森田一義アワー 笑っていいとも!（フジテレビ）（2005年2月14日） - 年齢当てクイズに出演。